# Lynn Abbey
Marilyn Lorraine "Lynn" Abbey (Peekskill, Nueva York, 18 de septiembre de 1948) es una escritora estadounidense.

## Carrera
Abbey comenzó a publicar en 1979 con Daughter of the Bright Moon  y el cuento "The Face of Chaos". El 28 de agosto de 1982 se casó con Robert Asprin, quien se convirtió en su editor.
Comenzó a escribir para la compañía editoria TSR, Inc. en 1994 mientras continuaba escribiendo novelas y editando antologías. Trabajando para TSR contribuyó con algunas historias del popular juego de rol Dungeons & Dragons. Abbey también escribió parte de la serie Dark Sun de TSR, comenzando con The Brazen Gambit. Otras novelas de la serie incluyen The Rise and Fall of a Dragon King, una novela que explora el tema del genocidio, un tema central en la historia antigua de Athas, el mundo en el que se desarrolla el escenario de Dark Sun. Junto a Cinnabar Shadows, los tres libros de Abbey escritos para el escenario de Athas se llevan a cabo en los alrededores de la ciudad-estado de Urik.